# Dòng tế bào chất

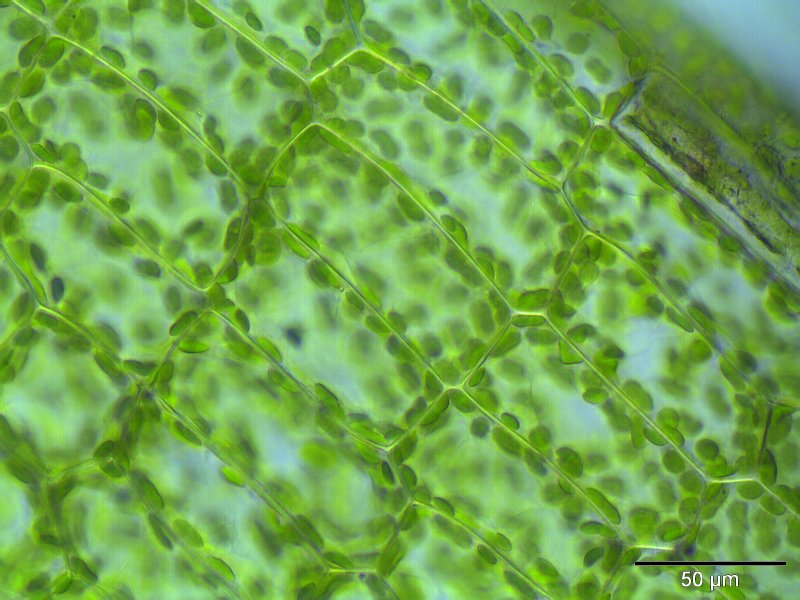
Lục lạp có thể được nhìn thấy đi xung quanh không bào trung tâm của một tế bào ở Rhizomnium punctatum

Dòng tế bào chất, còn được gọi là protoplasmic streaming và cyclosis, là dòng chuyển động của bào tương (thành phần chất lỏng của tế bào chất) và các bào quan xung quanh tế bào nấm và thực vật. Dòng chuyển động này hỗ trợ trong việc di chuyển các bào quan, chất dinh dưỡng, chất chuyển hóa, thông tin di truyền và các nguyên liệu khác cho tất cả các bộ phận của tế bào. Dòng tế bào chất xảy ra khi các bào quan được bọc bởi myosin di chuyển dọc theo các sợi actin trong tế bào chất của tế bào, làm cho bào tương cũng bị kéo theo và di chuyển. Dòng tế bào chất được phát hiện lần đầu tiên vào những năm 1830.
Giống tảo xanh Chara và các chi khác trong ngành Luân tảo, chẳng hạn như Coleochaete, được cho là họ hàng gần nhất của cây trên mặt đất ngày nay. Những sinh vật đơn bội này chứa một số tế bào thực vật lớn nhất trên trái đất, một tế bào đơn có thể đạt tới 10 cm chiều dài. Kích thước lớn của các tế bào này đòi hỏi một phương tiện hiệu quả để phân phối các tài nguyên, và điều này được thực hiện nhờ dòng tế bào chất.
Dòng tế bào chất phụ thuộc mạnh vào pH và nhiệt độ nội bào. Người ta đã được quan sát được rằng ảnh hưởng của nhiệt độ lên dòng tế bào chất tạo ra những khác biệt tuyến tính và phụ thuộc ở nhiệt độ cao khác nhau so với nhiệt độ thấp. Quá trình này là phức tạp, thay đổi nhiệt độ trong hệ thống có thể làm tăng hiệu quả của nó, một vài yếu tố khác như vận chuyển các ion trên màng cũng bị ảnh hưởng đồng thời. Điều này là do cân bằng nội môi trong tế bào tùy thuộc vào vận chuyển chủ động có thể bị ảnh hưởng ở một số nhiệt độ tới hạn.
Trong tế bào thực vật, lục lạp có thể được di chuyển xung quanh với dòng tế bào chất, để đến một vị trí hấp thụ ánh sáng tối ưu cho quang hợp. Tốc độ chuyển động thường bị ảnh hưởng bởi mức độ phơi sáng, nhiệt độ và độ pH.
Độ pH tối ưu mà tại đó tốc độ dòng tế bào chất là cao nhất là pH trung tính và giảm ở cả pH thấp và cao.
Dòng tế bào chất có thể được dừng lại bằng cách:
- Thêm dung dịch iod của Lugol
- Thêm Cytochalasin D (hòa tan trong dimethyl sulfoxide)